# Грин, Челси
Челси Энн Кардона (англ. Chelsea Anne Cardona, в девичестве Грин (англ. Green), род. 4 апреля 1991, Виктория) — канадская женщина-рестлер, каскадерша и модель. В настоящее время она выступает в WWE на бренде SmackDown под именем Челси Грин (англ. Chelsea Green) и является бывшей и первой в истории чемпионкой Соединённых Штатов WWE среди женщин.
Грин много выступала в независимом рестлинге в Северной Америке и Азии, а также в National Wrestling Alliance, Ring of Honor, World Wonder Ring Stardom, WWE и впервые появилась в Impact Wrestling, где выступала под именем Лорел Ван Несс и владела титулом чемпиона мира Impact среди нокаутов и командным чемпионством Impact среди нокаутов с Деонной Пураццо. Она также играла роль Реклусы в шоу Lucha Underground.

## Карьера в рестлинге

### Total Nonstop Action Wrestling / Impact Wrestling (2016—2018)
7 января 2016 года Грин дебютировала в TNA под именем Челси, проиграв Джейд. На следующий день на шоу TNA One Night Only: Live!, она приняла участие в матче за звание чемпиона TNA среди нокаутов, где вылетела от рук Невероятной Конг.
В июне 2016 года Грин официально подписала контракт с Impact Wrestling. Она дебютировала на телевидении в качестве хила в эпизоде Impact от 29 сентября под новым именем Лорел Ван Несс, победив Мэдисон Рэйн. В эпизоде Impact 20 октября Ван Несс напала на Элли, что привело к матчу между ними, в котором Ван Несс одержала победу. На следующей неделе она снова напала на Элли, что привело к ещё одному матчу между ними на эпизоде Impact от 8 декабря, в котором победила Ван Несс. В конце 2016 года Ван Несс завязал экранные отношения с Брекстоном Саттером. 23 февраля 2017 года они собирались пожениться, пока Ван Несс не получила отказ от Саттера во время их свадьбы, когда он признался, что влюблен в Элли (которая является реальной женой Саттера).

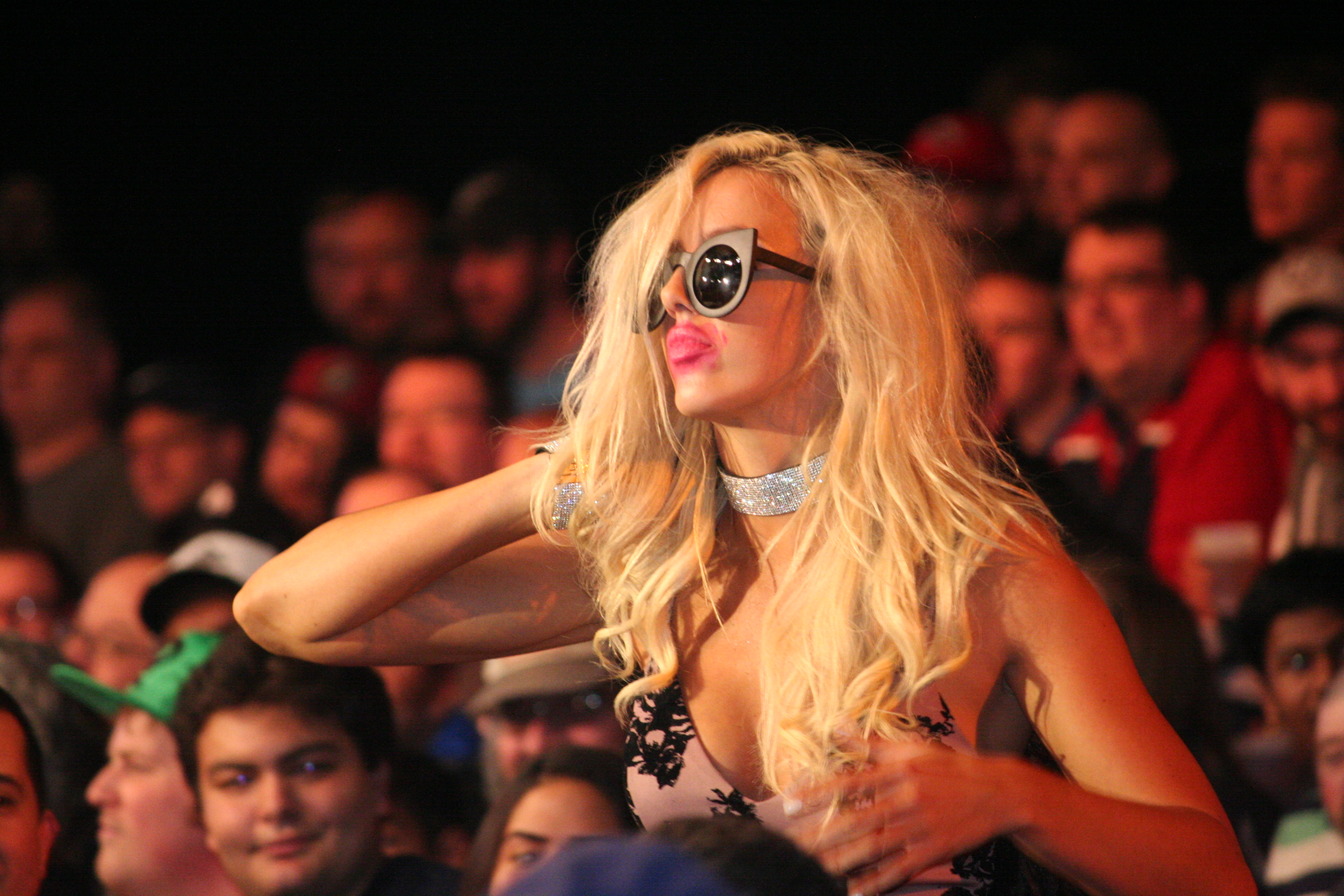
Ван Несс на Bound for Glory в ноябре 2017 года

В марте Ван Несс начала использовать маникальный образ, выступая на ринге с сильно растрепанным внешним видом (включая грязное, рваное свадебное платье и хаотично нанесенный макияж), босиком и выходя на ринг с бутылкой вина. 27 июля Градо попытался сделать ей предложение, но ему помешал Конго Конг.
На эпизоде Impact от 24 августа Ван Несс вышла, в чистом виде, во время прощальной речи Градо по поводу его депортации. Она достала обручальное кольцо, спросила Градо, хочет ли он жениться на ней, и он ответил «да», впервые в Impact став фейсом. Однако после того, как Градо узнал, что Ван Несс — канадка, а не американка, он отменил свадьбу. Ван Несс начала превращаться в хила, когда вернулась к своему эмоционально и хаотичному стилю, который позже включал в себя выход в толпу и агитацию за мужа. 5 ноября на Bound for Glory Ван Несс напала на Градо во время его матча «Бал монстров» против Абисса, завершив тем самым свой переход в хилы.
8 ноября (трансляция 14 декабря)Ван Несс победила Розмари в финале турнира за вакантный титул чемпиона Impact среди нокаутов. В это время она также вернулась к своему нормальному костюму вместо испорченного свадебного платья, но сохранила свой хаотичный стиль. За кулисами Грин планировала покинуть Impact Wrestling по истечении срока контракта, полагая, что WWE немедленно наймет её, но продюсеры Impact назначили её чемпионкой до того, как Грин уведомила их о своем намерении уйти. Таким образом, Грин попросила освободить её от контракта с компанией, пока она была одной из обладательниц титула на экране; руководство, что вполне предсказуемо, отказалось освободить её, пока она оставалась чемпионкой в сюжетных линиях. 15 января 2018 года Impact официально отпустила Грин после того, как она завершила свои матчи на телевизионных шоу (где она обеспечила плавное продолжение сюжета, проиграв титул Элли).

### Lucha Underground (2018)
25 февраля 2018 года Грин дебютировала в четвёртом сезоне Lucha Underground под именем Реклуса.

### WWE (2018—2021)
Во время вражды между Бри Беллой и Стефани Макмэн, Грин появилась в эпизоде Raw от 11 августа 2014 года, изображая Меган Миллер — физиотерапевта Дэниела Брайана, и призналась, что у них был роман, прежде чем разъяренная Белла ворвалась на ринг и дала ей пощечину. В 2015 году Грин вновь появилась под своим настоящим именем в качестве участницы шестого сезона перезапущенного шоу Tough Enough, заняв четвёртое место среди женщин.
Грин приняла участие в пробах WWE и подписала контракт 3 августа 2018 года. Челси начала заниматься в WWE Performance Center 8 октября 2018 года и дебютировала в NXT на живом шоу 26 октября 2018 года, выступая под своим привычным «психическим» образом. Во время своего первого телевизионного матча 13 марта 2019 года она получила перелом запястья и на следующий день 14 марта перенесла операцию. Грин вернулась на ринг 29 июня на живом шоу NXT. Грин появилась на Raw 23 декабря 2019 года, проиграв Шарлотт Флэр. 8 января 2020 года она была объявлена первым членом группировки менеджера Роберта Стоуна. 26 января Грин участвовала в женском матче «Королевская битва» на Royal Rumble, который в итоге выиграла Флэр. В эпизоде NXT от 4 марта Грин победила Шотци Блэкхарт и получила право на участие в матче с лестницами на Takeover: Tampa Bay, чтобы определить претендентку № 1 на титул чемпиона NXT среди женщин. Матч с лестницами был перенесен на 8 апреля в эпизод NXT, где победу одержала Ио Сираи. В эпизоде NXT от 27 мая она уволила Роберта Стоуна. После прекращения сотрудничества Грин со Стоуном, WWE планировала вызвать её на Raw, но после того, как исполнительный директор шоу Пол Хейман покинул эту должность, план был отменен.
Грин дебютировала на шоу SmackDown 13 ноября 2020 года, где она приняла участие в отборочном матче с Лив Морган, Натальей и Таминой, чтобы получить место в составе женской команды на Survivor Series. После матча стало известно, что Грин снова сломала запястье, и запланированную концовку, в которой Грин должна была победить, пришлось изменить на победу Морган.
15 апреля 2021 года WWE освободила Грин от контракта.

### Ring of Honor (2021)
11 июля 2021 года Грин неожиданно дебютировала на шоу Ring of Honor (ROH) Best in the World, где её представила Мария Канеллис-Беннетт. Первоначально планировалось, что Грин будет участвовать в турнире за звание чемпиона мира ROH среди женщин, но Грин получила перелом запястья до матча первого круга, и Атлетическая комиссия штата Мэриленд не дала ей медицинского разрешения на участие. Пока Грин восстанавливалась после травмы, она выступала в качестве одного из комментаторов матчей первого раунда турнира.

### Возвращение в Impact Wrestling
17 июля 2021 года на Slammiversary Грин вернулась в Impact Wrestling, но уже под своим настоящим именем. Она участвовала в матче смешанных команд со своим женихом Мэттом Кардоной, победив Брайана Майерса и Тенилл Дэшвуд. В октябре Грин приняла участие в турнире на звание первого чемпиона цифровых медиа Impact: в первом раунде она победила Мэдисон Рэйн, а в финале на шоу Bound for Glory проиграла Джординн Грейс.
8 января 2022 года на Hard to Kill Грин участвовала в первом в истории матче Ultimate X для нокаутов, который выиграла Таша Стилз. В эпизоде Impact! от 24 марта 2022 года Грин и Кардона напали на Микки Джеймс после того, как Джеймс была побеждена Стилз в уличной драки, и стали они хилами.

#### VXT (2022)
На эпизоде Impact! от 21 июля Грин вместе с Деонной Пурраццо, которых теперь называли VXT, встретились с командными чемпионами мира Impact среди нокаутов Джординн Грейс и Мией Йим, которых они победили. 12 августа, на предварительном шоу Emergence, VXT победили Розмари и Тайю Валькирию и завоевали командное чемпионство. Они проиграли титул 7 октября на Bound for Glory команде «Смертельные куклы» (Джессика, Розмари и Валькирия), завершив свое чемпионство в 56 дней. Свой последний матч в компании Грин провела против Микки Джеймс 11 ноября в эпизоде Impact!, проиграв его. После поражения Грин и Пураццо провели закулисный разговор, в котором Грин сказала, что «идёт домой». Затем было сообщено, что Грин официально покинула Impact.

### Возвращение в WWE (с 2023)
28 января 2023 года Грин неожиданно вернулась в WWE на Royal Rumble, войдя в одноимённый матч под номером 20, но была быстро устранена Реей Рипли за рекордные пять секунд. Грин получила образ «Карен» — чересчур требовательной белой женщины.

## Личная жизнь
4 апреля 2019 года, в свой 28-й день рождения, Грин объявила о помолвке с коллегой-рестлером Мэттом Кардоной. Они встречались с января 2017 года. Они поженились в канун Нового года 2021 года в Лас-Вегасе.

## Титулы и достижения
- All-Star Wrestling (Британская Колумбия)
  - Чемпион ASW среди женщин (1 раз)[34]
- Impact Wrestling
  - Чемпион мира Impact среди нокаутов (1 раз)[35]
  - Impact Knockouts Championship Tournament (2017)
  - Командная чемпионка Impact среди нокаутов (1 раз) — с Деонной Пурраццо
- National Wrestling Alliance
  - NWA Women’s Invitational Cup (2021)
- Pro Wrestling Illustrated
  - № 12 в топ 50 женщин-рестлеров в рейтинге PWI Women’s 50 в 2017[36] и 2019
- Pro Wrestling 2.0
  - Командный чемпион PW2.0 (1 раз) — с Сантаной Гарретт
- Queens of Combat
  - Командный чемпион QOC (1 раз) — с Таэлер Хендрикс[37]
  - QOC Tag Team Championship Tournament (2017) — с Таэлер Хендрикс[38]
- WWE
  - Командный чемпион WWE среди женщин (1 раз) — с Соней Девилль
  - Чемпион Соединённых Штатов WWE среди женщин (1 раз, первая в истории)